# Júlio de Mesquita
Júlio César Ferreira de Mesquita (Campinas, 18 de agosto de 1862 – São Paulo, 15 de março de 1927) foi um advogado, politico e jornalista brasileiro, proprietário do jornal O Estado de S. Paulo.

## Biografia
Nasceu em Campinas. Com a idade de 3 anos foi para Portugal com seus pais, onde fez os primeiros estudos. Regressando, estudou em Campinas, nos colégios Morton e Culto à Ciência e em São Paulo, onde se formou pela Faculdade de Direito da Universidade de São Paulo em 1883. Iniciou sua colaboração assinada em A Província de São Paulo, em janeiro de 1885, ao redigir comentários. Em 1891, assumiu a direção do jornal. Envolveu-se em política, aderindo ao movimento republicano no Brasil. A trajetória política deu início quando foi eleito vereador em Campinas, seguido pelo cargo de secretário do primeiro governo provisório republicano de São Paulo. Foi deputado à Constituinte paulista, senador estadual e deputado federal.
Depois tornar-se colaborador do jornal A Província de São Paulo, então propriedade de Francisco Rangel Pestana, assumiu a direcção. À frente do jornal em 1890, renomeou-o para O Estado de S. Paulo, acompanhando a virada republicana do ano anterior e assumiu em 1891 a direcção do O Estado de S. Paulo dando início a dinastia que hoje controla o jornal e também a empresa. Em 1902, Júlio Mesquita, redator desde 1885 e genro de José Alves de Cerqueira César, um dos 16 fundadores, torna-se o único proprietário do diário, e empreendeu uma revolução editorial, tornando-o o primeiro grande jornal desvinculado de partidos, seguindo os passos da grande imprensa norte-americana.
Durante a Primeira Guerra Mundial perfilou seu diário à causa aliada e, com isso, perdeu toda a publicidade da então poderosa comunidade alemã. Lançou o Jornal da Tarde, apelidado "Estadinho", tiragem vespertina do jornal, dirigida pelo filho, o jovem Júlio de Mesquita Filho.
Apoiou as duas candidaturas de Rui Barbosa e, já em 1902, rompe com o republicanismo paulista.
É um dos fundadores da Liga da Defesa Nacional, criada por Olavo Bilac e Frederico Steidel, organização que visava o fim das distorções da República Velha e da Sociedade de cultura artística, entidade filantrópica que visava o desenvolvimento das artes em São Paulo.
Júlio de Mesquita casou-se com Lucila de Cerqueira César, filha do senador José Alves de Cerqueira César, vice-governador do estado bandeirante, e de Maria do Carmo Salles, irmã de Manuel Ferraz de Campos Sales, presidente da República, tetraneta de Francisco Barreto Leme do Prado, o fundador de Campinas. O casal Júlio César e Lucila teve doze filhos: Ester, Rachel, Rute, Maria, Júlio, Francisco, Sara, Judite, Lia, José, Suzana e Alfredo Mesquita.
No ano de sua morte o jornal sobrepujava os 60 mil exemplares diários. Mesquita julgou prudente, romper relações com o governo Campos Sales. A decisão desagradou os acionistas do jornal. Investiu na compra de suas participações e passou a ser "publisher" do veículo.
Problemas pulmonares o levaram ao afastamento de suas atividades. Faleceu em São Paulo, a 15 de março de 1927.